# Little Cheung
Pour plus de détails, voir Fiche technique et Distribution.
Little Cheung est un film hongkongais réalisé par Fruit Chan, sorti en 1999.

## Synopsis
Dans un quartier de Hong Kong grandit Cheung, un petit garçon, qui se lie d'amitié avec Fan, une petite fille. Cheung partage son temps entre l'école et les livraisons de nourriture que son père lui demande d'effectuer. Tandis que Fan, immigrée chinoise clandestine, travaille toute la journée pour aider sa mère et ne peut pas aller à l'école. Quand Fan et Cheung déambulent ensemble dans les rues de Hong Kong, c'est pour mener la vie dure aux mafieux et rêver d'une vie sans problèmes.

## Fiche technique
- Titre : Little Cheung
- Titre original : 細路祥 (Xilu xiang)
- Réalisation : Fruit Chan
- Scénario : Fruit Chan
- Musique : Chu Hing-Cheung et Lam Wah-Chuen
- Pays d'origine : Hong Kong, Japon
- Format : Couleurs - 1,85:1 - Dolby SR - 35 mm
- Genre : Drame
- Durée : 118 minutes
- Date de sortie : 1999 (Hong Kong) - 9 janvier 2002 (France)

## Distribution
- Yiu Yuet-Ming : Little Cheung
- Mak Wai-Fan : Fan
- Mak Suet-Man : Man, la petite sœur de Fan
- Robby Lau : David
- Chu Sun-yau : La grand-mère
- Gary Lai : Mr Gin
- Teoh Chang : Kenny
- Armi Andres : Demoiselle Armi

## Récompenses
- Nomination au meilleur film et Prix de la meilleure direction artistique (Chris Wong), lors du Festival international du film de Gijón 2000.
- Prix du meilleur nouvel acteur (Yiu Yuet-Ming) et meilleur scénario original, lors du Golden Horse Film Festival 2000.
- Nominations pour le prix du meilleur montage (Tin Sam-Fat), meilleur nouvel acteur (Yiu Yuet-Ming), meilleure musique, meilleure chanson (Little Cheung, interprétée par Jo Koo), meilleur film, meilleur scénario et meilleur second rôle masculin (Robby Lau), lors des Hong Kong Film Awards 2000.
- Prix du film du mérite lors des Hong Kong Film Critics Society Awards 2000.
- Nomination au Léopard d'or et Prix du meilleur nouveau réalisateur (Léopard d'argent), lors du Festival international du film de Locarno 2000.

## Anecdotes
- Little Cheung conclut un triptyque politique et humain sur un événement important de l'histoire hong-kongaise : la rétrocession de 1997, vue à travers les yeux d'un adolescent dans Made in Hong Kong et celui d'un adulte dans The Longest Summer.